# Valério Máximo Basílio (prefeito urbano em 319)
[Lúcio] Valério Máximo [Basílio] (fl. século IV) foi um senador romano que ocupou alto cargo durante o reinado do imperador Constantino (r. 306–337).

## Vida

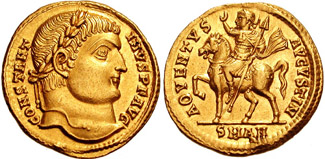
Soldo de Constantino r., provável criador do mestre dos ofícios

Valério Máximo era membro do gente patrício Valéria do século IV, seja filho de Valério Messala, o cônsul de 280, ou (mais provável) outro descendente de Lúcio Valério Cláudio Poplícola Balbino Máximo, o cônsul em 253. Especula-se que Valério Máximo casou-se com a filha de Septímio Basso e teve um filho chamado Valério Máximo. Valério era pagão.
O início da carreira é incerto. Deve ter tido uma carreira política de sucesso, pois foi nomeado prefeito urbano de Roma e serviu no ofício de 1 de setembro de 319 a 13 de setembro de 323. Ele ficou em seu posto enquanto Constantino estava em campanha nos Bálcãs e seu filho, o césar Crispo, estava em Augusta dos Tréveros. Sua permanência anormalmente longa na posição, ainda mais na ausência imperial, ressalta a confiança imperial que o recobria.

## Linhagem
| Linhagem de Lúcio Vipstano Messala |
| --- |
| - Lúcio Vipstano Messala, orador (c. 45 – c. 80) - Lúcio Vipstano Messala, cônsul em 115 (c. 75 – depois de 115) - Lúcio Vipstano Cláudio Poplícola Messala (c. 105 – depois de 140) - Lúcio Valério Messala Trásea Prisco, cônsul em 196 (c. 156 – c. 212) - Lúcio Valério Messala Apolinário, cônsul em 214 (? – ?) - Lúcio Valério Cláudio Acílio Prisciliano Máximo, cônsul em 256 (? – ?) - Lúcio Valério Poplícola Balbino Máximo, cônsul em 253 (? – ?) - Lúcio Valério Messala, cônsul em 280 (? – ?) - Lúcio Valério Máximo Basílio, prefeito urbano de Roma em 319 (? – ?) - Lúcio Valério Máximo Basílio, cônsul em 327 (? – ?) - Lúcio Valério Setímio Basso, prefeito urbano de Roma em 379 ou 383 (c. 328 – depois de 379 ou 383) - Valério Adelfo Basso (c. 360 – depois de 383) - Valério Adelfo (nascido c. 385) - Adélfia (c. 410 – depois de 459) - Valério Máximo Basílio, prefeito urbano de Roma em 361 (c. 330 – depois de 364) - Valério Publicola (? – ?) - Melânia, a Jovem, santa cristã (c. 383 – 31 de dezembro de 439) - Dois filhos, morreram jovens - Outros dois filhos - Valéria (? – ?), não se sabe se teve filhos |